# Fahrstuhlmannschaft
Als Fahrstuhlmannschaft, in der Schweiz Liftmannschaft, werden Sportvereine bezeichnet, die häufig verschiedenen Spielklassen angehören, das heißt, sie steigen nach einem Aufstieg in eine höhere Liga oft schon bald wieder ab und umgekehrt.
Besonders beliebt ist diese Bezeichnung im Fußball.

## Deutschland

Abschlussplatzierungen des 1. FC Nürnberg zwischen 1963 und 2018

Abschlussplatzierungen von Arminia Bielefeld zwischen 1963 und 2007

In der deutschen Fußball-Bundesliga werden unter anderem die Vereine 1. FC Nürnberg und Arminia Bielefeld (17 bzw. 16  Auf- oder Abstiege insgesamt) sowie der VfL Bochum und Hertha BSC (beide je 13 Auf- oder Abstiege) als Fahrstuhlmannschaften zwischen der Bundesliga und der 2. Fußball-Bundesliga bezeichnet. In der jüngeren Vergangenheit führt der 1. FC Köln die Liste der Fahrstuhlmannschaften an (ebenfalls 13 Auf- oder Abstiege seit dem Jahr 2000). 
| Rekord-Aufsteiger in die Bundesliga | Rekord-Aufsteiger in die Bundesliga | Rekord-Aufsteiger in die Bundesliga | Rekord-Aufsteiger in die Bundesliga                  |
| Verein                              | Verein                              | Aufstiege                           | in den Jahren                                        |
| ----------------------------------- | ----------------------------------- | ----------------------------------- | ---------------------------------------------------- |
| 1                                   | 1. FC Nürnberg                      | 8                                   | 1978, 1980, 1985, 1998, 2001, 2004, 2009, 2018       |
|                                     | Arminia Bielefeld                   | 8                                   | 1970, 1978, 1980, 1996, 1999, 2002, 2004, 2020       |
| 3                                   | VfL Bochum                          | 7                                   | 1971, 1994, 1996, 2000, 2002, 2006, 2021             |
|                                     | 1. FC Köln                          | 7                                   | 2000, 2003, 2005, 2008, 2014, 2019, 2025             |
| 4                                   | Hertha BSC                          | 6                                   | 1968, 1982, 1990, 1997, 2011, 2013                   |
|                                     | Fortuna Düsseldorf                  | 6                                   | 1966, 1971, 1989, 1995, 2012, 2018                   |
|                                     | Hannover 96                         | 6                                   | 1964, 1975, 1985, 1987, 2002, 2017                   |
|                                     | FC St. Pauli                        | 6                                   | 1977, 1988, 1995, 2001, 2010, 2024                   |
| 9                                   | MSV Duisburg                        | 5                                   | 1991, 1993, 1996, 2005, 2007                         |
|                                     | Karlsruher SC                       | 5                                   | 1975, 1980, 1984, 1987, 2007                         |
|                                     | KFC Uerdingen                       | 5                                   | 1975, 1979, 1983, 1992, 1994                         |
|                                     | SC Freiburg                         | 5                                   | 1993, 1998, 2003, 2009, 2016                         |
| Rekord-Absteiger der Bundesliga     |                                     |                                     |                                                      |
| Verein                              | Verein                              | Abstiege                            | in den Jahren                                        |
| 1                                   | 1. FC Nürnberg                      | 9                                   | 1969, 1979, 1984, 1994, 1999, 2003, 2008, 2014, 2019 |
| 2                                   | Arminia Bielefeld                   | 8                                   | 1972, 1979, 1985, 1998, 2000, 2003, 2009, 2022       |
| 3                                   | Hertha BSC                          | 7                                   | 1965, 1980, 1983, 1991, 2010, 2012, 2023             |
|                                     | 1. FC Köln                          | 7                                   | 1998, 2002, 2004, 2006, 2012, 2018, 2024             |
|                                     | VfL Bochum                          | 7                                   | 1993, 1995, 1999, 2001, 2005, 2010, 2025             |
| 6                                   | MSV Duisburg                        | 6                                   | 1982, 1992, 1995, 2000, 2006, 2008                   |
|                                     | Karlsruher SC                       | 6                                   | 1968, 1977, 1983, 1985, 1998, 2009                   |
|                                     | Hannover 96                         | 6                                   | 1974, 1976, 1986, 1989, 2016, 2019                   |
|                                     | Fortuna Düsseldorf                  | 6                                   | 1967, 1987, 1992, 1997, 2013, 2020                   |
| 100                                 | KFC Uerdingen                       | 5                                   | 1976, 1981, 1991, 1993, 1996                         |
|                                     | FC St. Pauli                        | 5                                   | 1978, 1991, 1997, 2002, 2011                         |
|                                     | FC Schalke 04                       | 5                                   | 1981, 1983, 1988, 2021, 2023                         |

Eine historisch beispiellose „Fahrstuhlfahrt“ legte der SC Paderborn 07 zwischen 2014 und 2020 hin. Nach dem erstmaligen Erstliga-Aufstieg zur Fußball-Bundesliga 2014/15 stieg der SCP direkt wieder ab und in der folgenden Saison auch als Tabellenletzter der 2. Fußball-Bundesliga 2015/16. Auch in der 3. Fußball-Liga 2016/17 fand man sich am Saisonende auf einem Abstiegsplatz wieder und stand vor dem sportlich direkten Fall von der Erstklassigkeit in die Amateurklassen. Erst nach der fehlenden Lizenzierung des Zweitliga-Absteigers TSV 1860 München rückte man zur 3. Fußball-Liga 2017/18 nach, die man jedoch am Saisonende als Tabellenzweiter wieder verließ. In der 2. Fußball-Bundesliga 2018/19 schaffte die Mannschaft als Aufsteiger schließlich den „Durchmarsch“ und erreichte nach fünf Jahren erneut die Erstklassigkeit zur Fußball-Bundesliga 2019/20, um im Folgejahr wieder in die 2. Fußball-Bundesliga 2020/21 abzusteigen.

## England
In England werden Fahrstuhlmannschaften als Jo-Jo-Teams bezeichnet. Begünstigt wird das häufige Auf- und Absteigen einzelner Vereine dort durch die hohe Einnahmendiskrepanz zwischen der Premier League und den unteren Ligen. Absteiger aus der Premier League erhalten auch in der zweiten Liga noch Zahlungen für ihre Vorjahreszugehörigkeit zur höchsten Spielklasse. Diese zusätzlichen Einnahmen ermöglichen ihnen oft den Aufstieg in der nächsten oder übernächsten Saison. Dort jedoch zählen sie durch die verpassten Spielzeiten in der Premier League zu den finanzschwächsten Teams, was den baldigen Wiederabstieg zur Folge hat, so dass sich dieser Verlauf häufig wiederholt.

## Österreich
Liste der Fahrstuhlmannschaften in der österreichischen Fußball-Bundesliga:
| Rekord-Aufsteiger in die Bundesliga | Rekord-Aufsteiger in die Bundesliga | Rekord-Aufsteiger in die Bundesliga | Rekord-Aufsteiger in die Bundesliga            |
| Verein                              | Verein                              | Aufstiege                           | in den Jahren                                  |
| ----------------------------------- | ----------------------------------- | ----------------------------------- | ---------------------------------------------- |
| 1                                   | LASK                                | 8                                   | 1939, 1950, 1958, 1979, 1992, 1994, 2007, 2017 |
| 2                                   | SV Austria Salzburg                 | 7                                   | 1953, 1959, 1962, 1965, 1967, 1978, 1989       |
| 3                                   | First Vienna FC                     | 6                                   | 1919, 1969, 1976, 1982, 1984, 1986             |
|                                     | 1. Simmeringer SC                   | 6                                   | 1937, 1951, 1965, 1970, 1974, 1982             |
| 5                                   | Wiener AC                           | 5                                   | 1951, 1965, 1970, 1974, 1982                   |
|                                     | DSV Alpine                          | 5                                   | 1958, 1968, 1971, 1984, 1990                   |
|                                     | Kapfenberger SV                     | 5                                   | 1951, 1954, 1961, 1963, 2008                   |
| Rekord-Absteiger der Bundesliga     |                                     |                                     |                                                |
| Verein                              | Verein                              | Abstiege                            | in den Jahren                                  |
| 1                                   | LASK                                | 7                                   | 1941, 1955, 1978, 1989, 1993, 2001, 2011       |
|                                     | First Vienna FC                     | 7                                   | 1914, 1968, 1974, 1980, 1983, 1985, 1992       |
|                                     | 1. Simmeringer SC                   | 7                                   | 1928, 1938, 1964, 1966, 1972, 1975, 1983       |
| 4                                   | SV Austria Salzburg                 | 6                                   | 1957, 1961, 1963, 1966, 1977, 1985             |
|                                     | Wiener AC                           | 6                                   | 1921, 1923, 1936, 1948, 1954, 1965             |
| 7                                   | Schwarz-Weiß Bregenz                | 5                                   | 1955, 1969, 1971, 1973, 2005                   |
|                                     | DSV Alpine                          | 5                                   | 1960, 1969, 1974, 1986, 1992                   |
|                                     | Kapfenberger SV                     | 5                                   | 1952, 1959, 1962, 1967, 2012                   |